# World Violation Tour
World Violation Tour bylo celosvětové koncertní turné britské hudební skupiny Depeche Mode na podporu jejího sedmého studiového alba Violator, které vyšlo v březnu roku 1990. Odhaduje se, že během turné skupina koncertovala celkem pro 1,2 milionu fanoušků.

## Vydání
Ačkoliv se jedná o jedno z jejích nejslavnějších, skupina nikdy nevydala žádný oficiální materiál z tohoto turné. Alan Wilder později zdůvodnil, že v té době uplynulo příliš málo času od konce předchozího turné Music for the Masses Tour, jež bylo zfilmováno a vydáno jako koncertní album a videozáznam 101.

## Kritika
Magazín Rolling Stone turné označil za jeden z vrcholů letní hudební scény roku 1990.

## Setlist
1. Úvod („Kaleid“)
2. „World in My Eyes“
3. „Halo“
4. „Shake the Disease“
5. „Everything Counts“
6. „Master and Servant“
7. „Never Let Me Down Again“
8. „Waiting for the Night“
9. Písně, které zpíval Martin Gore
  - „I Want You Now“ (akusticky)
  - „Here is the House“ (akusticky)
  - „Little 15“ (akusticky)
10. Písně, které zpíval Martin Gore
  - „World Full of Nothing“ (akusticky)
  - „Blue Dress“ (akusticky)
  - „Sweetest Perfection“ (akusticky)
11. „Clean“
12. „Stripped“
13. „Policy of Truth“
14. „Enjoy the Silence“
15. „Strangelove“
16. „Personal Jesus“
Přídavek 1
17. „Black Celebration“
18. „A Question of Time“
Přídavek 2
19. „Behind the Wheel“
20. „Route 66“ (coververze písně od Bobbyho Troupa)

## Seznam koncertů

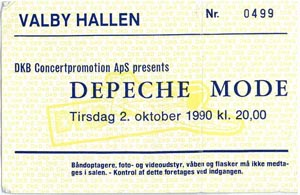
Vstupenka na koncert pořádaný 2. října 1990 v Kodani

| Datum              | Město            | Stát               | Hala                                          | Předkapela                          |
| Severní Amerika    | Severní Amerika  | Severní Amerika    | Severní Amerika                               | Severní Amerika                     |
| ------------------ | ---------------- | ------------------ | --------------------------------------------- | ----------------------------------- |
| 28. května 1990    | Pensacola        | USA                | Pensacola Civic Center                        | Nitzer Ebb                          |
| 30. května 1990    | Orlando          | USA                | Orlando Arena                                 | Nitzer Ebb                          |
| 31. května 1990    | Miami            | USA                | Miami Arena                                   | Nitzer Ebb                          |
| 2. června 1990     | Tampa            | USA                | USF Sun Dome                                  | Nitzer Ebb                          |
| 4. června 1990     | Atlanta          | USA                | Coca-Cola Lakewood Amphitheatre               | Nitzer Ebb                          |
| 6. června 1990     | Columbia         | USA                | Merriweather Post Pavilion                    | Nitzer Ebb                          |
| 8. června 1990     | Saratoga Springs | USA                | Saratoga Performing Arts Center               | Nitzer Ebb                          |
| 9. června 1990     | Mansfield        | USA                | Great Woods Center for the Performing Arts    | Nitzer Ebb                          |
| 10. června 1990    | Mansfield        | USA                | Great Woods Center for the Performing Arts    | Nitzer Ebb                          |
| 13. června 1990    | Filadelfie       | USA                | The Spectrum                                  | Nitzer Ebb                          |
| 14. června 1990    | Filadelfie       | USA                | The Spectrum                                  | Nitzer Ebb                          |
| 16. června 1990    | East Rutherford  | USA                | Giants Stadium                                | Nitzer Ebb                          |
| 18. června 1990    | New York         | USA                | Radio City Music Hall                         | Nitzer Ebb                          |
| 21. června 1990    | Montréal         | Kanada             | Forum de Montréal                             | Nitzer Ebb                          |
| 22. června 1990    | Toronto          | Kanada             | CNE Grandstand                                | Nitzer Ebb The Jesus and Mary Chain |
| 24. června 1990    | Burgettstown     | USA                | Coca-Cola Star Lake Amphitheater              | Nitzer Ebb                          |
| 25. června 1990    | Cincinnati       | USA                | Riverbend Music Center                        | Nitzer Ebb                          |
| 26. června 1990    | Cuyahoga Falls   | USA                | Blossom Music Center                          | Nitzer Ebb                          |
| 28. června 1990    | Clarkston        | USA                | Pine Knob Music Theatre                       | Nitzer Ebb                          |
| 29. června 1990    | Clarkston        | USA                | Pine Knob Music Theatre                       | Nitzer Ebb                          |
| 30. června 1990    | Milwaukee        | USA                | Marcus Amphitheater                           | Nitzer Ebb                          |
| 2. července 1990   | Tinley Park      | USA                | World Music Theatre                           | Nitzer Ebb                          |
| 3. července 1990   | Tinley Park      | USA                | World Music Theatre                           | Nitzer Ebb                          |
| 5. července 1990   | The Woodlands    | USA                | Cynthia Woods Mitchell Pavilion               | Nitzer Ebb                          |
| 6. července 1990   | The Woodlands    | USA                | Cynthia Woods Mitchell Pavilion               | Nitzer Ebb                          |
| 8. července 1990   | Dallas           | USA                | Coca-Cola Starplex Amphitheatre               | Nitzer Ebb                          |
| 9. července 1990   | Dallas           | USA                | Coca-Cola Starplex Amphitheatre               | Nitzer Ebb                          |
| 11. července 1990  | Morrison         | USA                | Red Rocks Amphitheatre                        | Nitzer Ebb                          |
| 12. července 1990  | Morrison         | USA                | Red Rocks Amphitheatre                        | Nitzer Ebb                          |
| 14. července 1990  | Calgary          | Kanada             | Olympic Saddledome                            | Nitzer Ebb                          |
| 16. července 1990  | Vancouver        | Kanada             | Pacific Coliseum                              | Nitzer Ebb                          |
| 18. července 1990  | Portland         | USA                | Memorial Coliseum                             | Nitzer Ebb                          |
| 20. července 1990  | Mountain View    | USA                | Shoreline Amphitheatre                        | Nitzer Ebb                          |
| 21. července 1990  | Mountain View    | USA                | Shoreline Amphitheatre                        | Nitzer Ebb                          |
| 22. července 1990  | Sacramento       | USA                | Cal Expo Amphitheatre                         | Nitzer Ebb                          |
| 25. července 1990  | Salt Lake City   | USA                | Salt Palace                                   | Nitzer Ebb                          |
| 27. července 1990  | Phoenix          | USA                | Arizona Veterans Memorial Coliseum            | Nitzer Ebb                          |
| 28. července 1990  | San Diego        | USA                | San Diego Sports Arena                        | Nitzer Ebb                          |
| 29. července 1990  | San Diego        | USA                | San Diego Sports Arena                        | Nitzer Ebb                          |
| 31. července 1990  | San Diego        | USA                | San Diego Sports Arena                        | Nitzer Ebb                          |
| 1. srpna 1990      | Universal City   | USA                | Universal Amphitheatre                        | Nitzer Ebb                          |
| 4. srpna 1990      | Los Angeles      | USA                | Dodger Stadium                                | Electronic Nitzer Ebb               |
| 5. srpna 1990      | Los Angeles      | USA                | Dodger Stadium                                | Electronic Nitzer Ebb               |
| Oceánie            |                  |                    |                                               |                                     |
| 31. srpna 1990     | Sydney           | Austrálie          | Hordern Pavilion                              | Boxcar                              |
| Asie               |                  |                    |                                               |                                     |
| 4. září 1990       | Fukuoka          | Japonsko           | Shimin Kaikan Dai Hall                        | —                                   |
| 6. září 1990       | Kóbe             | Japonsko           | World Memorial Hall                           | —                                   |
| 8. září 1990       | Kanazawa         | Japonsko           | Ishikawa Kōsei Nenkin Kaikan                  | —                                   |
| 9. září 1990       | Nagoja           | Japonsko           | Nagoya Civic Assembly Hall                    | —                                   |
| 11. září 1990      | Tokio            | Japonsko           | Nippon Budókan                                | —                                   |
| 12. září 1990      | Tokio            | Japonsko           | Nippon Budókan                                | —                                   |
| Evropa             |                  |                    |                                               |                                     |
| 28. září 1990      | Bruselský region | Belgie             | Forest National                               | Electribe 101                       |
| 29. září 1990      | Dortmund         | Západní Německo    | Westfalenhallen                               | Electribe 101                       |
| 30. září 1990      | Dortmund         | Západní Německo    | Westfalenhallen                               | Electribe 101                       |
| 2. října 1990      | Kodaň            | Dánsko             | Valby-Hallen                                  | Electribe 101                       |
| 3. října 1990      | Kodaň            | Dánsko             | Valby-Hallen                                  | Electribe 101                       |
| 5. října 1990      | Göteborg         | Švédsko            | Scandinavium                                  | Electribe 101                       |
| 6. října 1990      | Stockholm        | Švédsko            | Stockholm Globe Arena                         | Electribe 101                       |
| 8. října 1990      | Frankfurt        | Německo            | Festhalle Frankfurt                           | Electribe 101                       |
| 9. října 1990      | Hannover         | Německo            | Messehalle Hannover                           | Electribe 101                       |
| 11. října 1990     | Lyon             | Francie            | Hala Tony Garnier                             | Electribe 101                       |
| 12. října 1990     | Curych           | Švýcarsko          | Hallenstadion                                 | Electribe 101                       |
| 14. října 1990     | Frankfurt        | Německo            | Festhalle Frankfurt                           | Electribe 101                       |
| 15. října 1990     | Stuttgart        | Německo            | Hanns-Martin-Schleyer-Halle                   | Electribe 101                       |
| 17. října 1990     | Mnichov          | Německo            | Olympiahalle                                  | Electribe 101                       |
| 21. října 1990     | Paříž            | Francie            | Palais Omnisports de Paris-Bercy              | Electribe 101                       |
| 22. října 1990     | Paříž            | Francie            | Palais Omnisports de Paris-Bercy              | Electribe 101                       |
| 23. října 1990     | Paříž            | Francie            | Palais Omnisports de Paris-Bercy              | Electribe 101                       |
| 25. října 1990     | Liévin           | Francie            | Stade Couvert Régional                        | Electribe 101                       |
| 26. října 1990     | Rotterdam        | Nizozemsko         | Rotterdam Ahoy                                | Electribe 101                       |
| 28. října 1990     | Hamburk          | Německo            | Alsterdorfer Sporthalle                       | Electribe 101                       |
| 29. října 1990     | Hamburk          | Německo            | Alsterdorfer Sporthalle                       | Electribe 101                       |
| 31. října 1990     | Berlín           | Německo            | Deutschlandhalle                              | Electribe 101                       |
| 1. listopadu 1990  | Berlín           | Německo            | Deutschlandhalle                              | Electribe 101                       |
| 3. listopadu 1990  | Štrasburk        | Francie            | Rhénus Sport                                  | Electribe 101                       |
| 5. listopadu 1990  | Barcelona        | Španělsko          | Palau Sant Jordi                              | Electribe 101                       |
| 7. listopadu 1990  | Madrid           | Španělsko          | Palacio de Deportes de la Comunidad de Madrid | Electribe 101                       |
| 9. listopadu 1990  | Marseille        | Francie            | Palais des sports de Marseille                | Electribe 101                       |
| 11. listopadu 1990 | Milán            | Itálie             | Palatrussardi                                 | Electribe 101                       |
| 12. listopadu 1990 | Řím              | Itálie             | PalaEur                                       | Electribe 101                       |
| 14. listopadu 1990 | Bordeaux         | Francie            | Patinoire de Mériadeck                        | Electribe 101                       |
| 15. listopadu 1990 | Bordeaux         | Francie            | Patinoire de Mériadeck                        | Electribe 101                       |
| 17. listopadu 1990 | Brest            | Francie            | Parc des expositions de la Penfeld            | Electribe 101                       |
| 19. listopadu 1990 | Londýn           | Spojené království | Wembley Arena                                 | Electribe 101                       |
| 20. listopadu 1990 | Londýn           | Spojené království | Wembley Arena                                 | Electribe 101                       |
| 22. listopadu 1990 | Birmingham       | Spojené království | NEC Arena                                     | Electribe 101                       |
| 23. listopadu 1990 | Londýn           | Spojené království | Wembley Arena                                 | Electribe 101                       |
| 26. listopadu 1990 | Birmingham       | Spojené království | NEC Arena                                     | Electribe 101                       |
| 27. listopadu 1990 | Birmingham       | Spojené království | NEC Arena                                     | Electribe 101                       |

## Hudebníci
- Dave Gahan – zpěv
- Martin Gore – kytara, syntezátor, sampler, hlavní a doprovodný zpěv
- Alan Wilder – syntezátor, sampler, doprovodný zpěv
- Andrew Fletcher – syntezátor, sampler, doprovodný zpěv